# Jikkyō Powerful Pro Yakyū 11
Jikkyō Powerful Pro Yakyū 11 (実況パワフルプロ野球11?) es un videojuego de béisbol para PlayStation 2 y Nintendo GameCube publicado por Konami en julio de 2004, exclusivamente en Japón. Es el undécimo juego de la serie Jikkyō Powerful Pro Yakyū, el quinto para la consola de Sony y el tercero para la de Nintendo.
- Datos: Q11452773